# 丹鳳站 (新北市)
25°01′44″N 121°25′22″E / 25.0289088°N 121.4226589°E

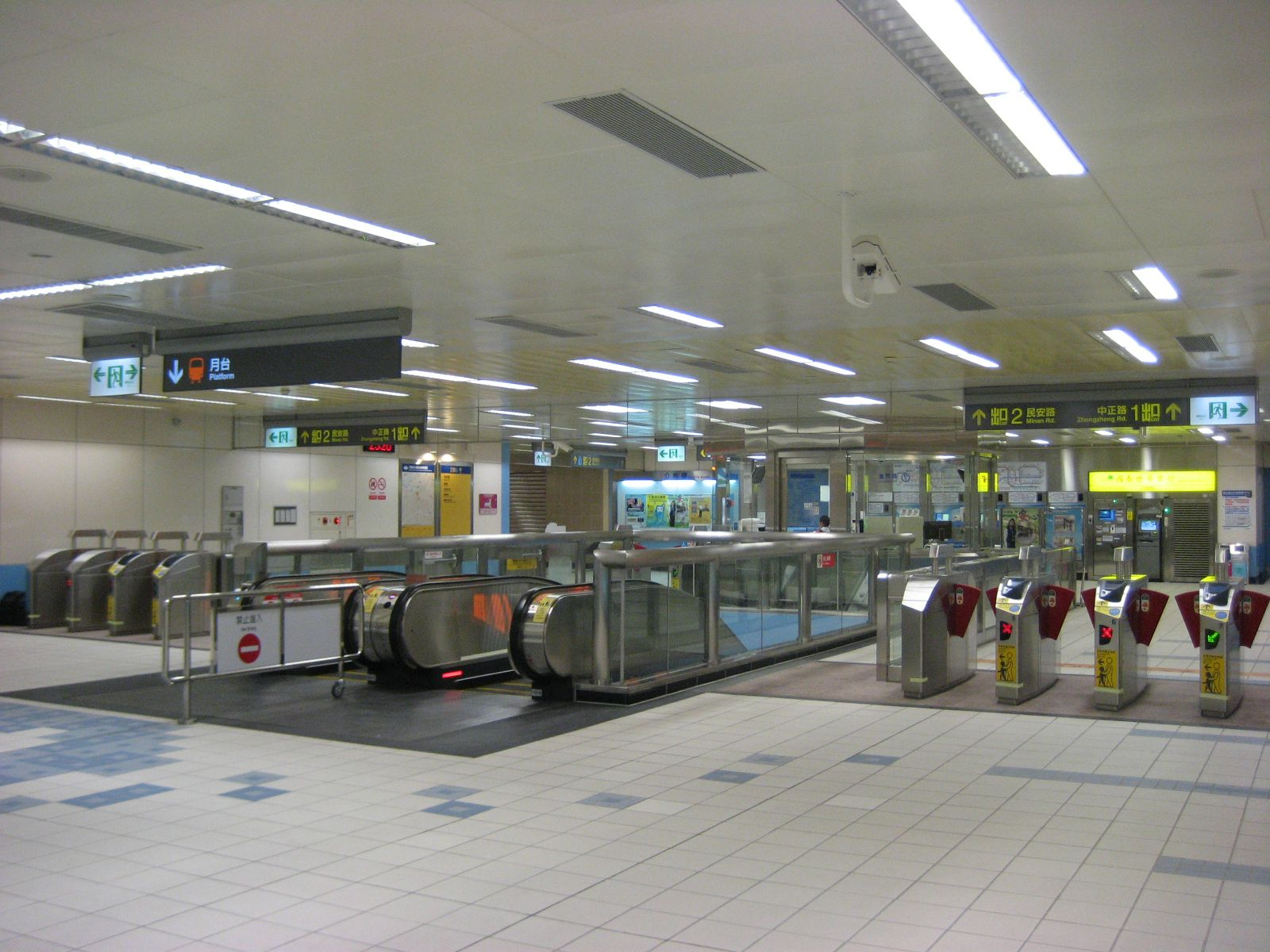
大廳

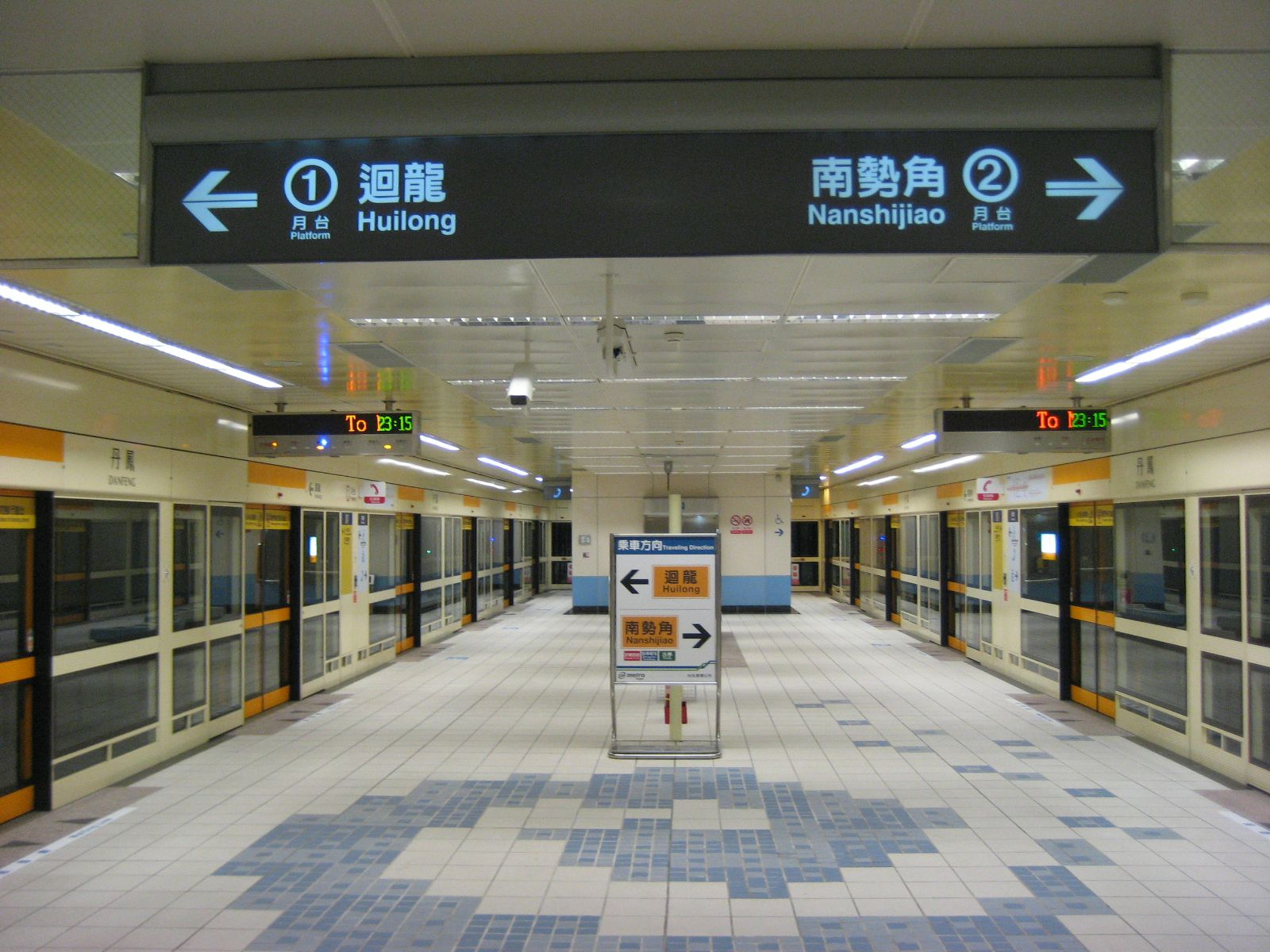
月台

丹鳳站，位於台灣新北市新莊區，為台北捷運中和新蘆線（新莊線）的捷運車站。可由此站步行約10分鐘前往桃園機場捷運泰山貴和站。

## 車站概要
車站位於中正路富民里與福營里、丹鳳里交界處（民安路口一帶），舊地名為十八分坑，車站編號為O20。

## 車站構造
地下二層車站，一個島式月台，兩個出入口。

### 車站樓層
| 地面      | 出入口             | 出入口                                        |
| 地下 一樓 | 大廳層             | 車站大廳、詢問處、自動售票機、驗票閘門 洗手間 |
| 地下 一樓 | 大廳層             |                                               |
| 地下 二樓 | 一月台             | ← 中和新蘆線 往終點站方向（O21 迴龍站）       |
| 地下 二樓 | 島式月台，左側開門 |                                               |
| 地下 二樓 | 二月台             | 中和新蘆線 往南勢角方向（O19 輔大站）→        |

### 車站出口
出口1位於車站北側，出口2位於車站南側，無障礙電梯於出口2。
| 出入口               | 圖片 | 位置   |
| -------------------- | ---- | ------ |
| 出入口1 · 設有手扶梯 |      | 中正路 |
| 出入口2 · 設有手扶梯 |      | 民安路 |
| 註： 設有手扶梯      |      |        |

## 歷史
- 2012年1月5日：本站隨著新莊線「大橋頭－輔大」分段通車[3]（p. 230），因新莊機廠未完成工程，而與迴龍站暫作為臨時儲車區，以舒緩列車儲車及調度需求，[4]在無新莊機廠的特殊調度方式下啟用。
- 2013年2月23日：「輔大－迴龍」段開始進行穩定性測試，列車到輔大站後會清車並繼續行駛至迴龍站附近橫渡線調度，之後折返輔大站繼續載客。
- 2013年5月24日：報請交通局進行「輔大－迴龍」初勘。
- 2013年6月14日：報請交通部進行「輔大－迴龍」履勘。
- 2013年6月29日：在無新莊機廠的特殊調度方式下，隨新莊線「輔大－迴龍」段通車而啟用[3]（p. 230）。
- 2021年12月29日：1號出口為配合增設電扶梯工程將暫時封閉[5]。
- 2023年7月31日：本站重置後的1號出口重新開放[6]。

## 利用狀況
根據2024年12月資料，本站每日旅運量約為18,746，在台北捷運各站中排行第89名。
| 年   | 年間      | 年間      | 年間      | 年間  | 單日平均 | 單日平均 |
| 年   | 上車      | 下車      | 上下車計  | 來源  | 上車     | 上下車   |
| ---- | --------- | --------- | --------- | ----- | -------- | -------- |
| 2013 | 1,138,167 | 1,007,494 | 2,145,661 | [ 7 ] | 6,119    | 11,536   |
| 2014 | 2,656,214 | 2,334,065 | 4,990,279 | [ 7 ] | 7,277    | 13,672   |
| 2015 | 2,954,484 | 2,651,221 | 5,605,705 | [ 7 ] | 8,094    | 15,358   |
| 2016 | 3,165,220 | 2,867,787 | 6,033,007 | [ 7 ] | 8,648    | 16,484   |
| 2017 | 3,189,362 | 2,916,045 | 6,105,407 | [ 7 ] | 8,738    | 16,727   |
| 2018 | 3,320,776 | 3,042,877 | 6,363,653 | [ 7 ] | 9,098    | 17,435   |

## 車站周邊
- 全祐獸醫院
- 特力屋（新莊店）
- 新北市立福營國民中學
- 鴻金寶麻吉影城廣場
- 福營行政中心
- 新北市公共自行車租賃系統 捷運丹鳳站(1號出口)
- 台科大圖書股份有限公司
- 太僕動物醫院
- 台灣三洋電機股份有限公司泰山廠
- 桃園捷運機場線捷運泰山貴和站

## 公車資訊
| 編號     | 經營業者          | 區間                 | 備註                                            |
| -------- | ----------------- | -------------------- | ----------------------------------------------- |
| 111      | 三重客運          | 新莊－陽明山         | 例假日行駛。                                    |
| 603      | 三重客運          | 長庚大學—捷運丹鳳站  | 屬於桃園市區公車。                              |
| 635      | 三重客運          | 迴龍－台北           | 屬於新北市區公車。                              |
| 636      | 三重客運          | 迴龍－捷運中山站     | 屬於新北市區公車。                              |
| 637      | 三重客運          | 五股－台北           | 屬於新北市區公車。                              |
| 638      | 三重客運          | 五股－捷運南京復興站 | 屬於新北市區公車。                              |
| 638副線  | 三重客運          | 五股－捷運輔大站     | 屬於新北市區公車。                              |
| 663      | 首都客運          | 新莊－國父紀念館     |                                                 |
| 797      | 指南客運          | 五股－臺北           | 經南京東西路。 屬於新北市區公車。               |
| 799      | 指南客運          | 樹林－台北           | 經大安路。 屬於新北市區公車。                   |
| 801      | 指南客運          | 五股－松山機場       | 直行五股成泰路、泰山明志路。 屬於新北市區公車。 |
| 802      | 首都客運          | 三峽－捷運新埔站     | 屬於新北市區公車。                              |
| 802 區間 | 首都客運          | 新莊－捷運新埔站     | 屬於新北市區公車。                              |
| 810      | 三重客運          | 土城－迴龍           | 屬於新北市區公車。                              |
| 858      | 三重客運          | 樹林－林口長庚醫院   | 回程停靠此站。 屬於新北市區公車。               |
| 880      | 指南客運          | 樹林－淡海           | 屬於新北市區公車。                              |
| 883      | 指南客運          | 樹林－捷運丹鳳站     | 屬於新北市區公車。                              |
| 985      | 三重客運          | 新莊－捷運龍山寺站   | 屬於新北市區公車。                              |
| 758      | 指南客運          | 五股－捷運麟光站     | 原1503。 例假日停駛。                           |
| 藍2      | 首都客運          | 新莊－捷運臺大醫院站 | 屬於新北市區公車。                              |
| 1803     | 國光客運          | 基隆－中壢           | 屬於國道客運。                                  |
| 5009     | 桃園客運 三重客運 | 桃園－新莊           | 屬於桃園市公車。                                |

## 腳註

### 來源資料
1. 1 2  . 臺北大眾捷運股份有限公司. 2021-01-15.
2. ↑  .   [2010-12-04]. （原始内容存档于2010-11-12）.
3. 1 2  徐榮崇. . 臺北市文獻委員會. 2015年12月  [2020-01-05]. ISBN 9789860469875. （原始内容存档于2020-12-07）.
4. ↑  新莊線 5日下午2時通車 （页面存档备份，存于）.中央社即時新聞.2012-01-02
5. ↑  https://www.metro.taipei/News_Content.aspx?n=30CCEFD2A45592BF&s=2A77F4450383D129 配合臺北市政府捷運工程局進行電扶梯改善工程 丹鳳站1號出口及忠孝復興站4號出口陸續封閉施工
6. ↑  張曼蘋. . 聯合新聞網. 2023-07-28  [2023-07-30]. （原始内容存档于2023-07-30）.
7. ↑  臺北捷運公司. . 2019-02-26  [2019-08-10]. （原始内容存档于2020-11-28）. 臺北市統計資料庫查詢系統

## 外部連結
- 臺北大眾捷運股份有限公司（页面存档备份，存于）
- 臺北市政府捷運工程局（页面存档备份，存于）
- 丹鳳站位置圖（台北捷運公司）（页面存档备份，存于）
- 丹鳳站車站剖面相關位置圖（台北捷運公司）（页面存档备份，存于）
- 販賣店現況 （页面存档备份，存于）